# Cimetière de Prazeres
Le cimetière de Prazeres (en portugais : Cemitério dos Prazeres) est le plus grand cimetière de Lisbonne, au Portugal.   
Il est situé dans la freguesia (paroisse civile) d'Estrela, dans l'Ouest de Lisbonne. 
Il est considéré comme l'un des cimetières les plus beaux et les plus célèbres du monde,,,,. Il abrite le mausolée des ducs de Palmela, le plus grand mausolée d'Europe.   
Le cimetière de Prazeres est le lieu de repos de nombreuses personnalités célèbres, y compris les premiers ministres et les présidents du Portugal, des personnalités littéraires notables telles que l'auteur Ramalho Ortigão, des artistes célèbres comme les peintres Columbano Bordalo Pinheiro ou Roque Gameiro, le compositeur João Domingos Bomtempo, et de nombreuses autres sépultures notables, en particulier de la noblesse portugaise,. 
Le cimetière de Prazeres a été fondé en 1833 après l'épidémie de choléra dans la ville, avec le cimetière Alto de São João. Il s'appelait à l'origine Cemitério Ocidental de Lisboa (cimetière occidental de Lisbonne). Le cimetière est principalement composé de mausolées. 
Amália Rodrigues, célèbre comme la "reine du fado", et Aquilino Ribeiro, célèbre romancier, ont tous deux été enterrés au cimetière de Prazeres avant leur réinhumation au Panthéon national. Le célèbre poète Fernando Pessoa a également été enterré à Prazeres avant sa réinhumation au monastère des Hiéronymites. 

## Galerie

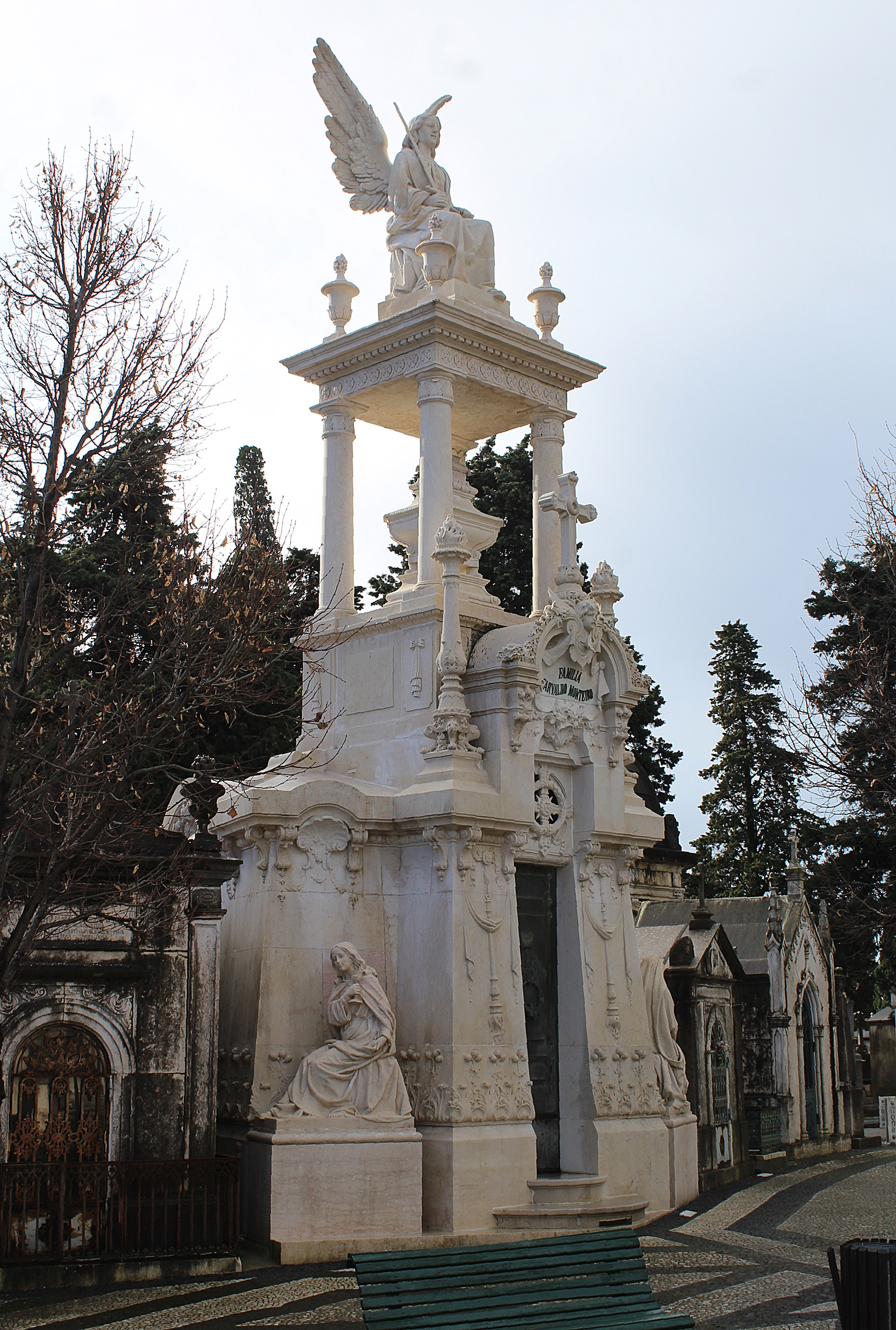
Mausolée de Carvalho Monteiro.
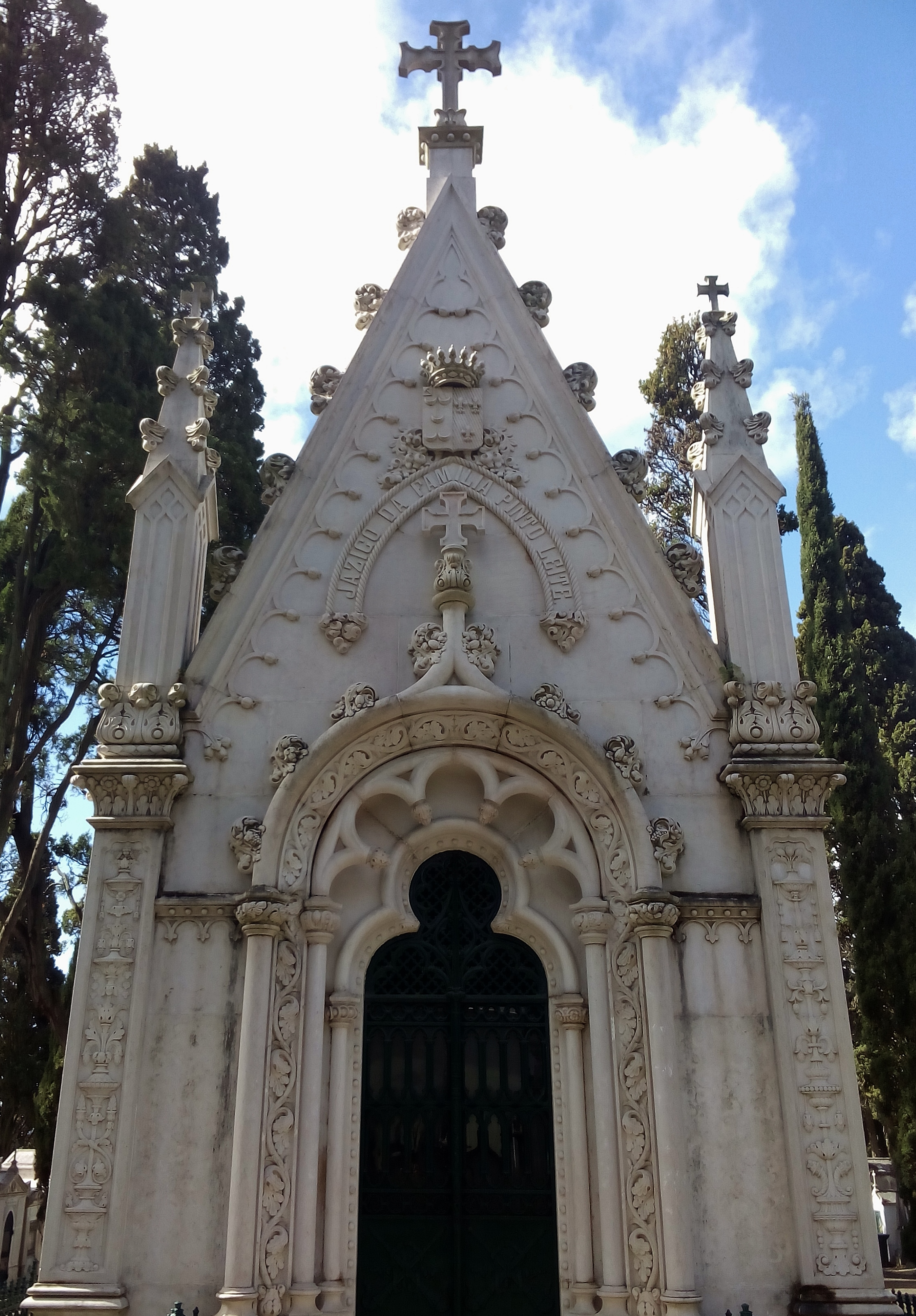
Chapelle Pinto Leite.
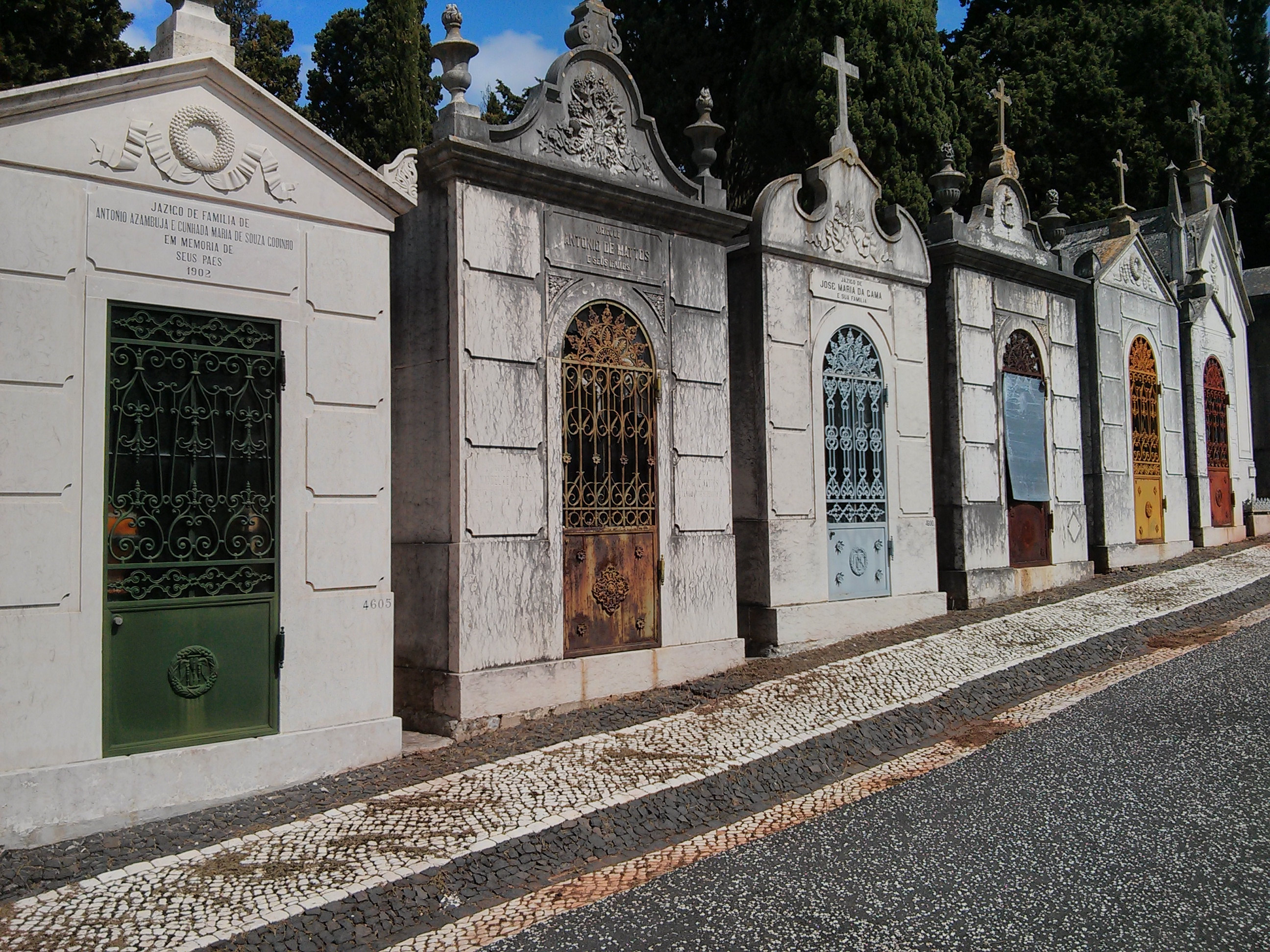
Rangée de mausolées.
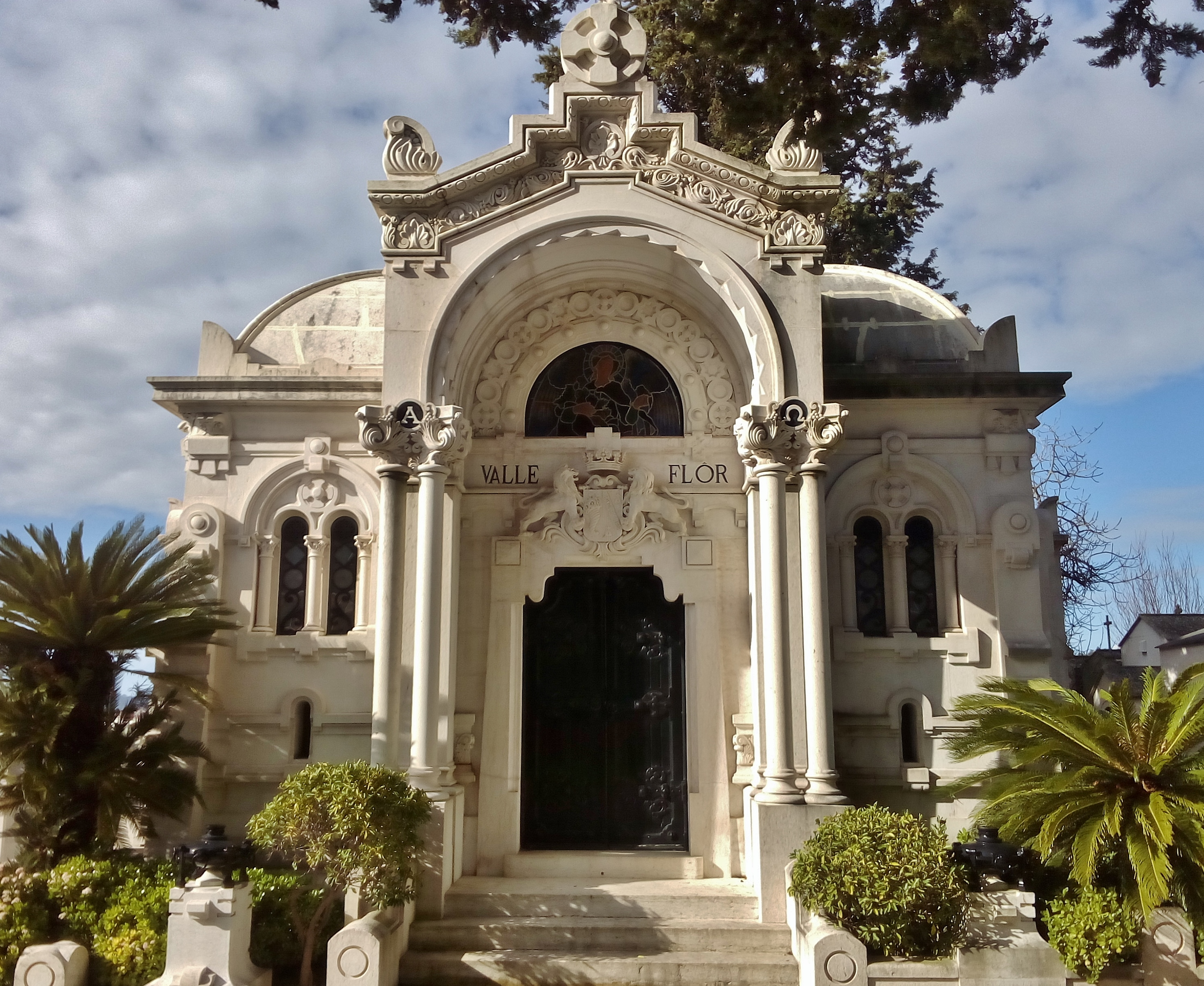
Mausolée du marquis de Vale Flor.
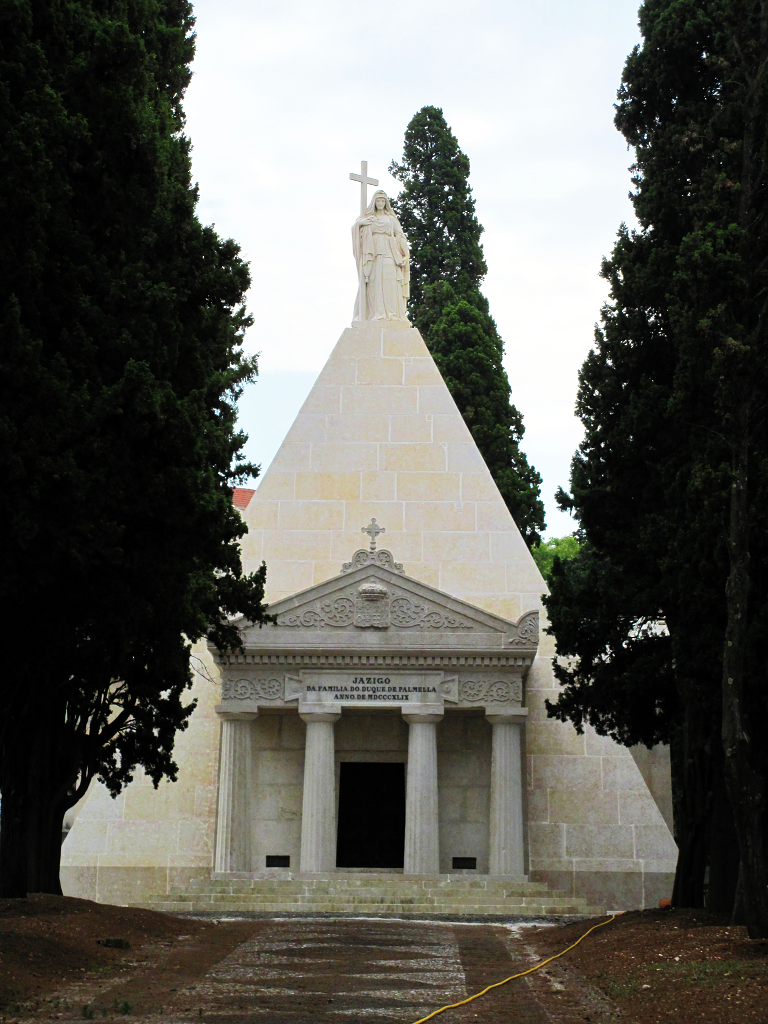
Mausolée des ducs de Palmela.
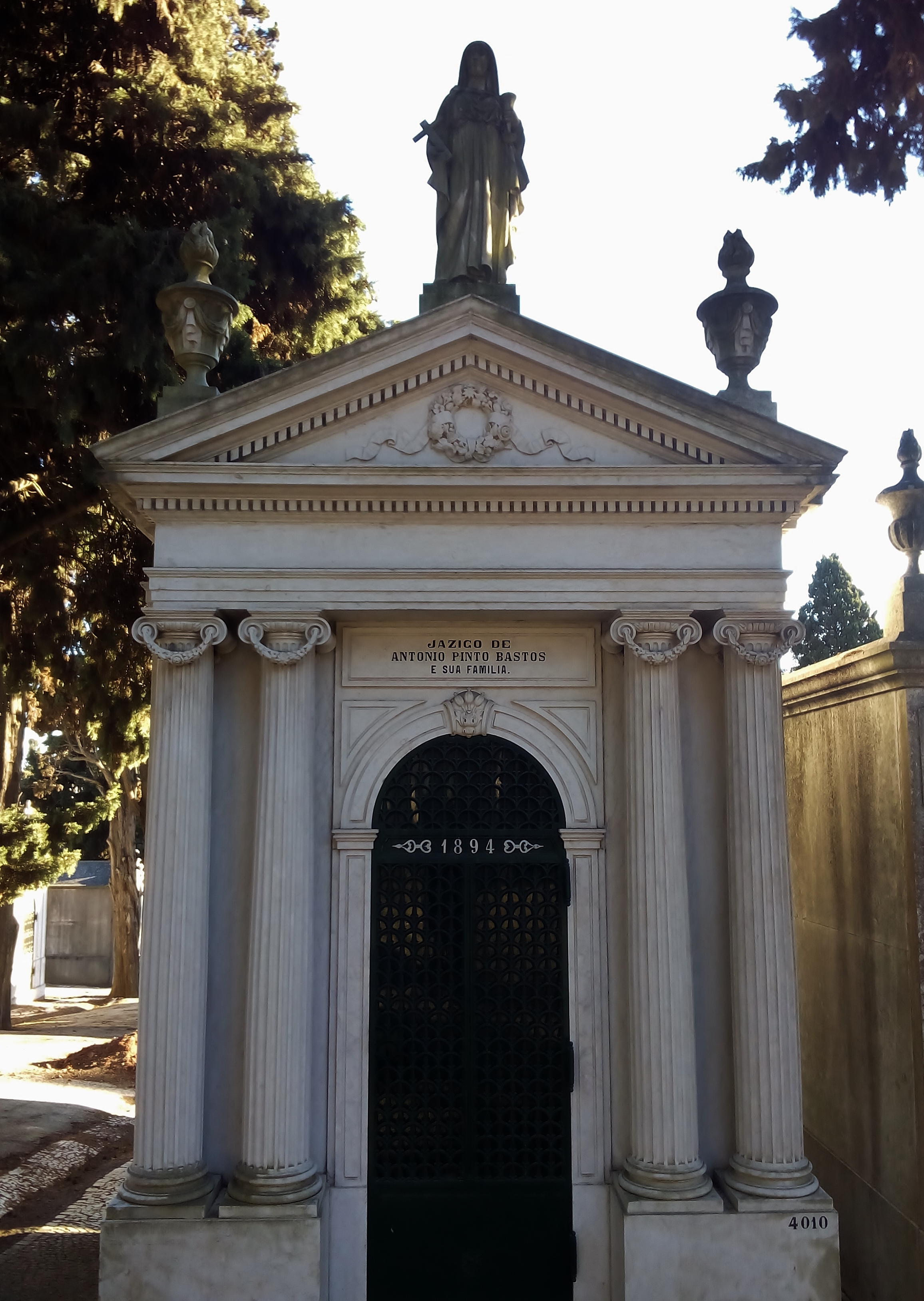
Mausolée du vicomte de Mira Vouga.
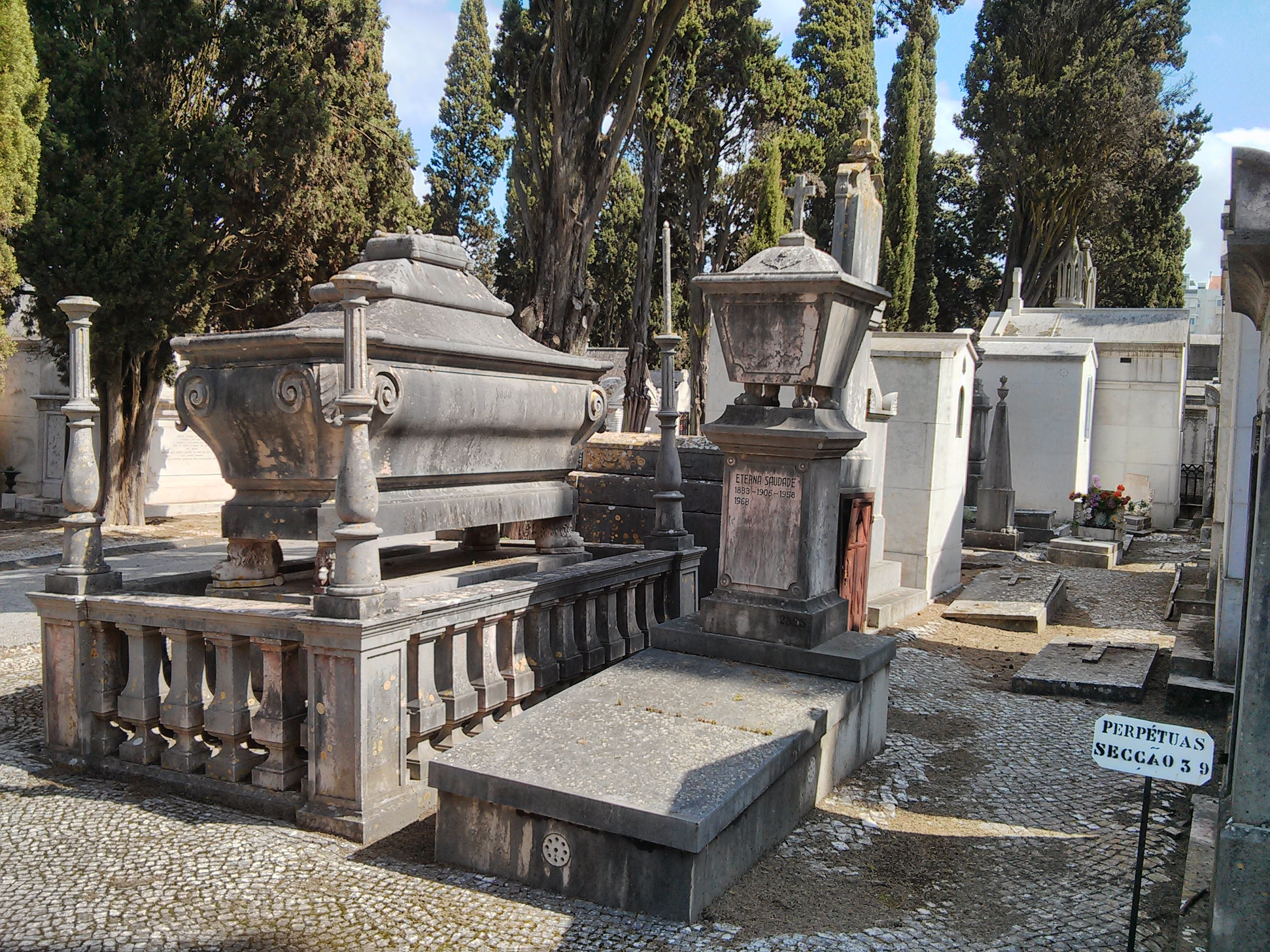
Mausolées de la section III.
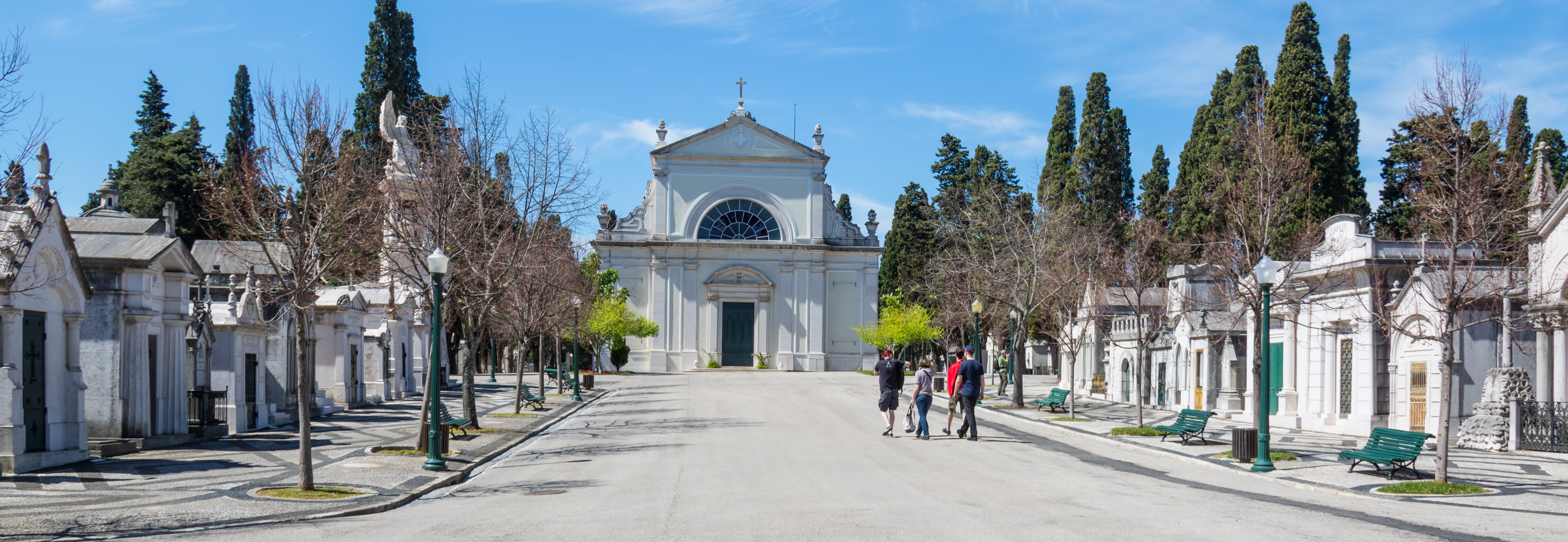
Place de l'église du cimetière.

## Inhumations notables
- Alexandre Rey Colaço, pianiste
- Pedro de Sousa Holstein (1st Duke of Palmela), 1er Premier ministre de Portugal
- Maria de Lourdes Pintasilgo, 108e Premier ministre de Portugal
- Rafael Bordalo Pinheiro, artiste
- Mário Soares, 25e Président du Portugal
- Cosme Damião, fondateur du S.L. Benfica
- Columbano Bordalo Pinheiro, peintre
- Alfredo Roque Gameiro, artiste
- João Domingos Bomtempo, compositeur de piano classique
- 1st Duke of Loulé, 21e et 24e Premier ministre de Portugal
- "Alcipe", poétesse et peintre
- Alfredo Keil, compositeur de A Portuguesa
- Cottinelli Telmo, architecte
- Ramalho Ortigão, auteur
- Almada Negreiros, artiste
- 1st Count of Farrobo, patron of the arts
- Cesário Verde, poète
- Alfredo Marceneiro,  singer de fado
- Maria Amália Vaz de Carvalho, poète
- Hermenegildo Capelo, général
- António Augusto Carvalho Monteiro, millionnaire brésilien
- José Norton de Matos, général
- Mário Cesariny de Vasconcelos, poète
- Anselmo José Braamcamp, 36e Premier ministre de Portugal
- Fontes Pereira de Melo, 33e & 35e Premier ministre de Portugal
- Alexandre de Serpa Pinto, explorateur
- José Malhoa, peintre ;
- Joaquim Mouzinho de Albuquerque, général
- João do Canto e Castro, 5e Président du Portugal
- Henrique Mitchell de Paiva Couceiro, monarchiste ;
- 1st Count of São Januário, fondateur de la Lisbon Geographic Society ;
- Antonio Tabucchi, auteur italien ;
- Sara Carreira (pt), chanteuse.